# Атняшкіно
Атня́шкіно (рос. Атняшкино, башк. Әтнәш) — присілок у складі Караідельського району Башкортостану, Росія. Входить до складу Урюш-Бітуллінської сільської ради.
Населення — 61 особа (2010; 67 у 2002).
Національний склад:
- марійці — 93 %